# Jørgen Hammersland
Jørgen Hammersland (10 ottobre 1970) è un ex calciatore norvegese, di ruolo difensore.

## Carriera

### Club
Hammersland cominciò giocò nello Stord, prima di trasferirsi allo Start. Esordì nell'Eliteserien il 5 maggio 1991, quando fu titolare nella sconfitta casalinga per 0-3 contro il Kongsvinger. Rimase in forza allo Start fino al 1994. Si trasferì poi allo Haugesund, con cui conquistò la promozione nella massima divisione nel campionato 1996. Vi giocò fino al 1999.